# Charlotte Le Noir de La Thorillière
Charlotte Le Noir de La Thorillière, bekannt als Mademoiselle Baron (* 16. April 1661 in Paris; † 24. November 1730 ebenda), war eine französische Schauspielerin.
Als Tochter des Schauspielers La Thorillière (der Ältere) stand sie, wie ihre Geschwister Pierre und Thérèse, schon als Kind auf der Bühne. Nach Molières Tod, im Jahr 1673, fand ihr Vater ein Engagement am Hôtel de Bourgogne, wo sie Michel Baron kennenlernte. Erst 14-jährig heiratete sie bereits im Jahr 1675 den 11 Jahre älteren Baron. Als 1680, auf königlichen Erlass, das Théâtre Guénégaud und das Hôtel de Bourgogne zur Comédie-Française vereinigt wurden, war sie bereits festes Ensemblemitglied, also Sociétaire de la Comédie-Française. Dort spielte sie, bis sie 1691 in den Ruhestand ging, um jedoch 1720 auf die Bühne zurückzukehren. Erst 1729, nach Barons Tod, setzte sie sich endgültig zur Ruhe.
Aus der Ehe gingen vier bekannte Kinder hervor.